# Vicki Brownhuis
Het Vicki Brownhuis is in Nederland het eerste inloophuis voor volwassenen en kinderen met kanker en hun naasten. 
In het Vicki Brownhuis wordt sinds de oprichting op verschillende manieren aandacht geschonken aan de psychosociale aspecten van kanker. Het is geen behandelingsinstituut maar een informele ontmoetingsplaats. Het Vicki Brownhuis is een vrijwilligersorganisatie. 
Het Vicki Brownhuis is vernoemd naar de overleden Engelse zangeres Vicki Brown, die jarenlang aan kanker leed. Haar positieve instelling gedurende die periode was reden om haar boegbeeld te maken van het inloophuis, dat gevestigd is in 's-Hertogenbosch.
Tot voor kort was Albert Verlinde ambassadeur van deze organisatie.
Het Vicki Brownhuis is aangesloten bij de IPSO (= Instellingen Psychosociale Oncologie).